# Мао (народ)
Мао (самоназвание мемай, имемай) — народ в Восточной Индии, относится к группе племён нага. Проживают в северной части штата Манипур. Большинство исповедуют христианство.
Язык мао относится к ветви ангами-почури тибето-бирманской языковой семьи. Диалектные особенности сильно меняются в зависимости от конкретной деревни. По данным Ethnologue численность носителей языка составляет около 81 тыс. человек.